# Tongan (meteoryt)
Tongan – meteoryt żelazny z grupy IAB, znaleziony w 1996 w regionie autonomicznym Kuangsi w Chinach. Meteoryt Tongan jest jednym z siedmiu zatwierdzonych meteorytów znalezionych w tej prowincji. Meteoryt Tongan znalazł rolnik na swoim polu niedaleko wsi Miaobei. Dokładna waga nie jest znana, szacuje się, że może ważyć ok. 500 kg. Jego wewnętrzną strukturę tworzą pasma kamacytu o grubości 10,5 mm i taenitu 30 - 100 μm.